# تشارلز ر. فلويد
تشارلز ر. فلويد (بالإنجليزية: Charles R. Floyd)‏ هو سياسي أمريكي، ولد في 1881، وتوفي في 1945. انتخب عضو مجلس نواب تكساس وانتخب عضو مجلس ولاية تكساس.